# Schloss Antfeld

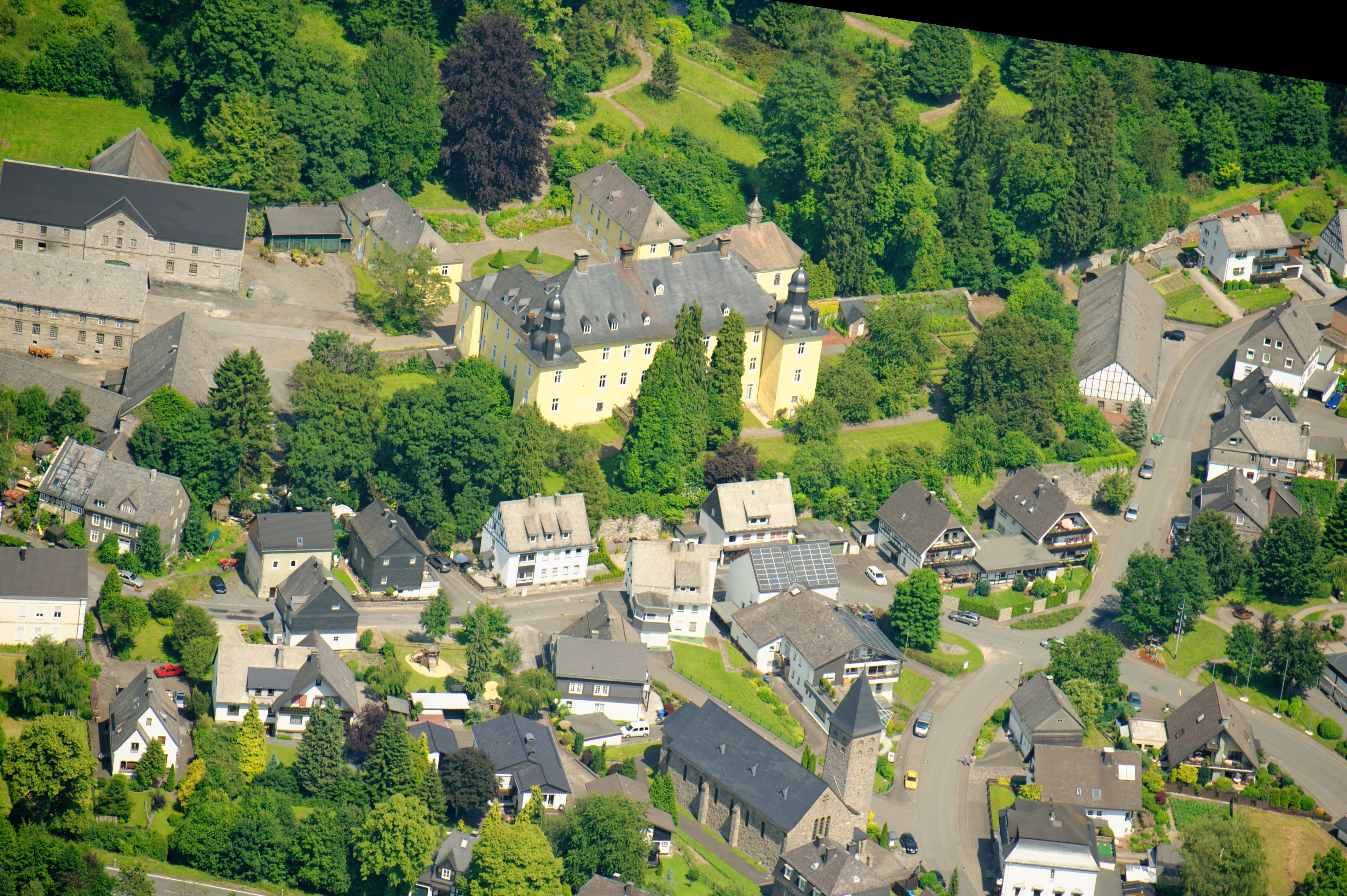
Luftaufnahme von Schloss Antfeld

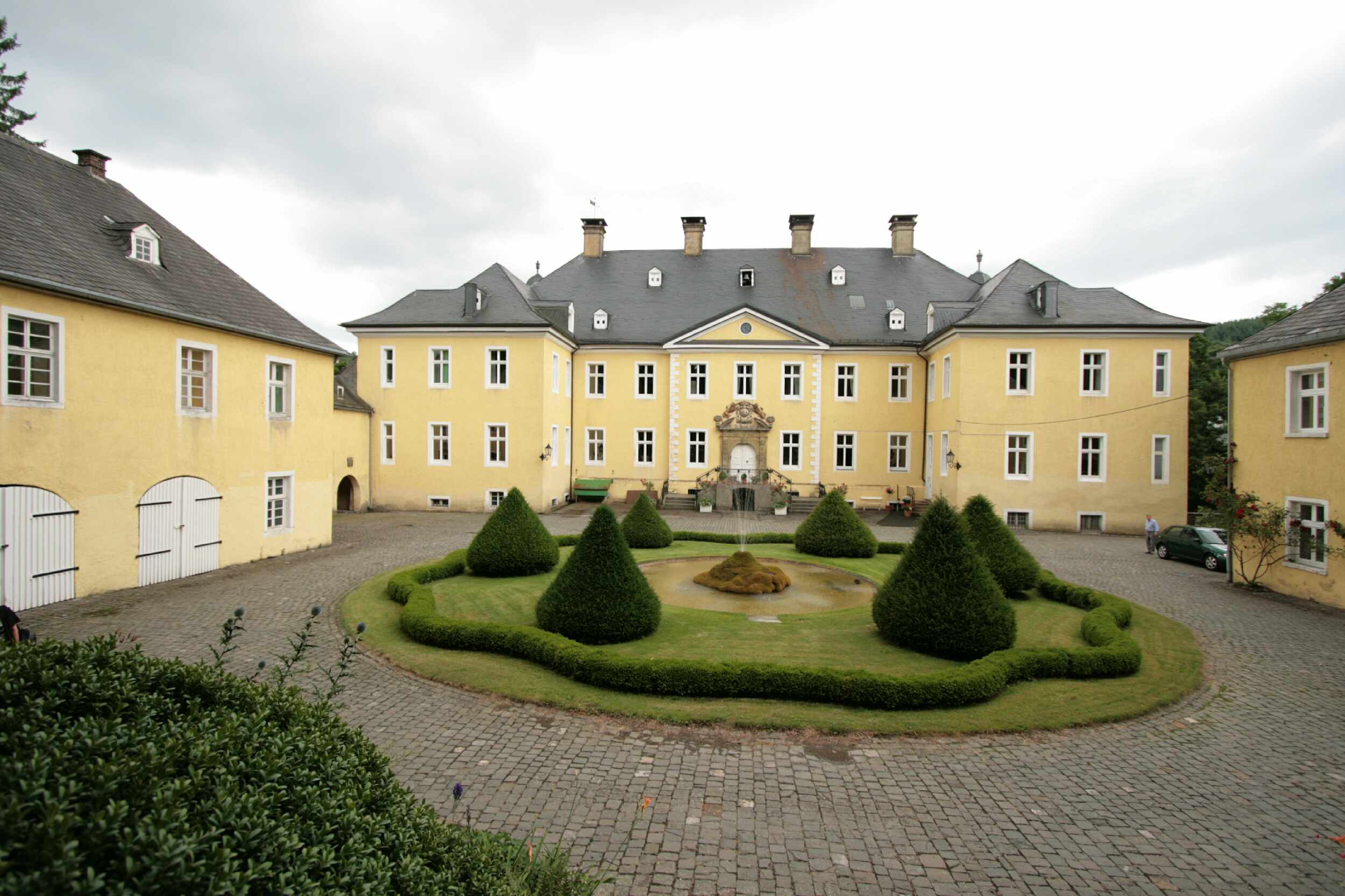
Schloss Antfeld

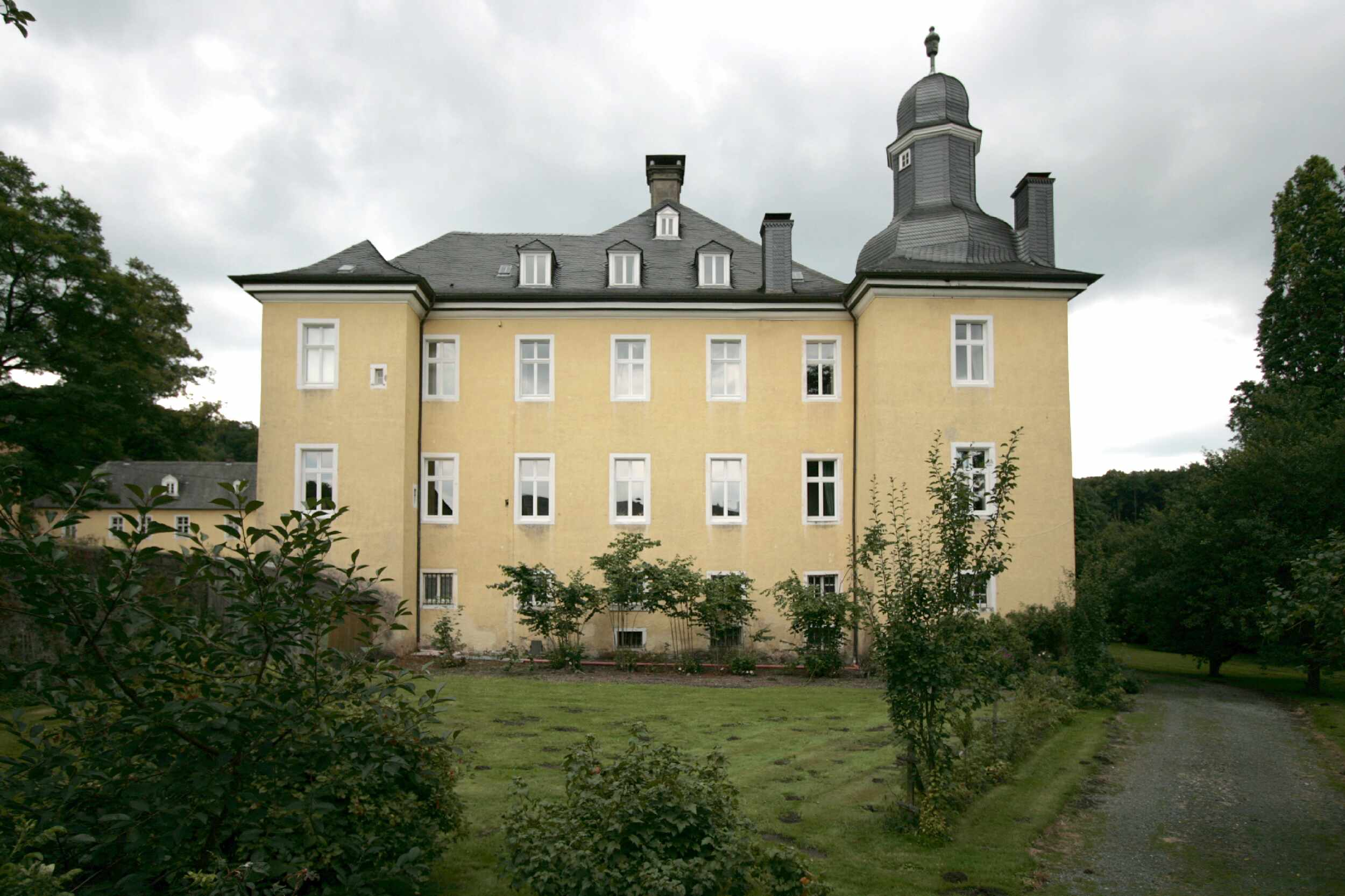
Seitenansicht

Schloss Antfeld liegt in der Stadt Olsberg im Sauerland (NRW).
Das Schloss befindet sich im Stadtteil Antfeld, welcher an der Bundesstraße 7 liegt.

## Geschichte
Im 13. Jahrhundert existierte an der Stelle des heutigen Schlosses ein Gutshof der in der Hand der Ministerialenfamilie von Antvelde war, die im Dienste der Grafen von Arnsberg stand. Zum ersten Mal beurkundet wurde ihr Besitz 1259. Im 14. Jahrhundert ging der Besitz auf die Familie von Berninghausen über. 1495 kam es nach dem Tod des Heidenreich von Berninghausen zur Erbteilung. Eine Linie konnte den Besitz etwa 200 Jahre im Familienbesitz der von Berninghausen halten. Der Besitz der anderen Linie kam über die von Berninghausen und von Ovelacker an die von Galen. Welche bauliche Form die Anlage hatte, ist unbekannt.

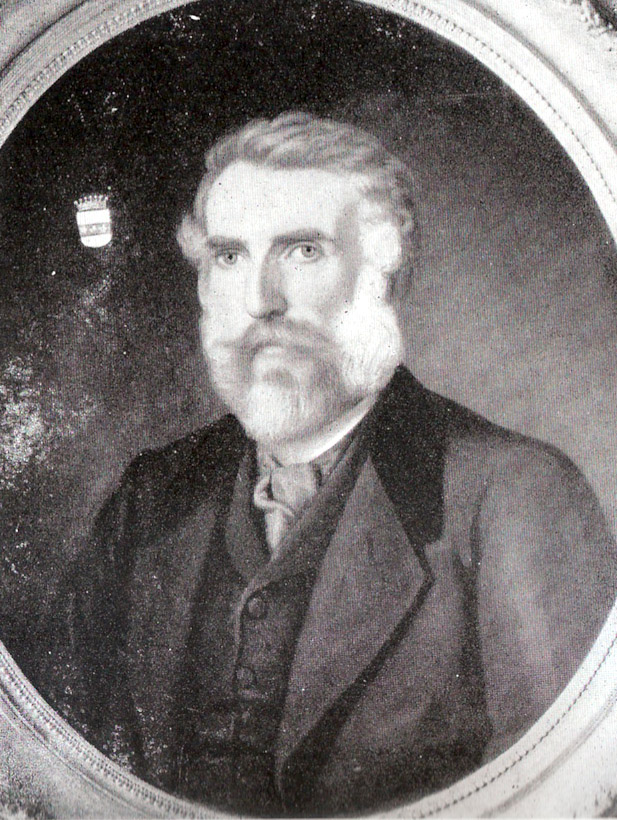
Egon von Papen-Lohe

Erst Reinhard Caspar von Schade zu Blessenohl konnte durch Ankauf den Besitz der beiden Linien wieder vereinigen: 1686 erwarb er von Dietrich Ludolf von Galen die erste Hälfte des Gutes Antfeld, 5 Jahre später, 1691, kaufte er von Johannetta Maria von Berninghausen die andere Hälfte. Im Jahre 1705 ließ Bernhard Christof von Schade das heutige Schloss, eine barocke Dreiflügelanlage an der Stelle eines älteren Vorgängerbaus, von dem Baumeister Nikolaus Wurmstich aus Lippstadt errichten. Der westliche Seitenbau wurde laut einer Inschrift 1735 fertiggestellt. Die Schlosskapelle befindet sich an der Ostseite des Hofes. Um 1800 kam der Besitz im Erbgang an die Familie von Papen-Lohe. Der Bau der Nebengebäude erfolgte in den Jahren 1825 bis 1850.
Das Herrenhaus liegt in einem Park, weiträumig umgeben von einer Mauer. Das Hauptgebäude ist ein zweigeschossiger, dreiflügeliger Bau im barocken Stil. Die Fassade ist relativ schmucklos. Der Haupteingang jedoch wird durch ein repräsentatives Barockportal und einer zweiläufigen Treppe geprägt. Das Portal weist einen gesprengten Giebel auf. Zwei wappenschildtragende Löwen weisen die Wappen derer von Schade und von Ense auf. Das Haus hat ein Walmdach. An der Gartenseite sind zwei Türme mit welscher Haube angebaut. Charakteristisch für das Schloss ist auch die hell-gelbe Farbe.
Ein vor dem Herrenhaus gelegener Innenhof wird von Wirtschaftsgebäuden und einer Kapelle eingefasst.

## Bildergalerie

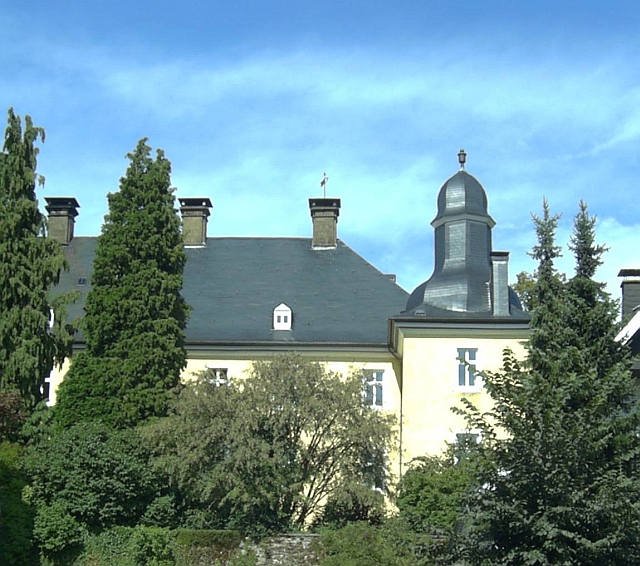
Nordansicht
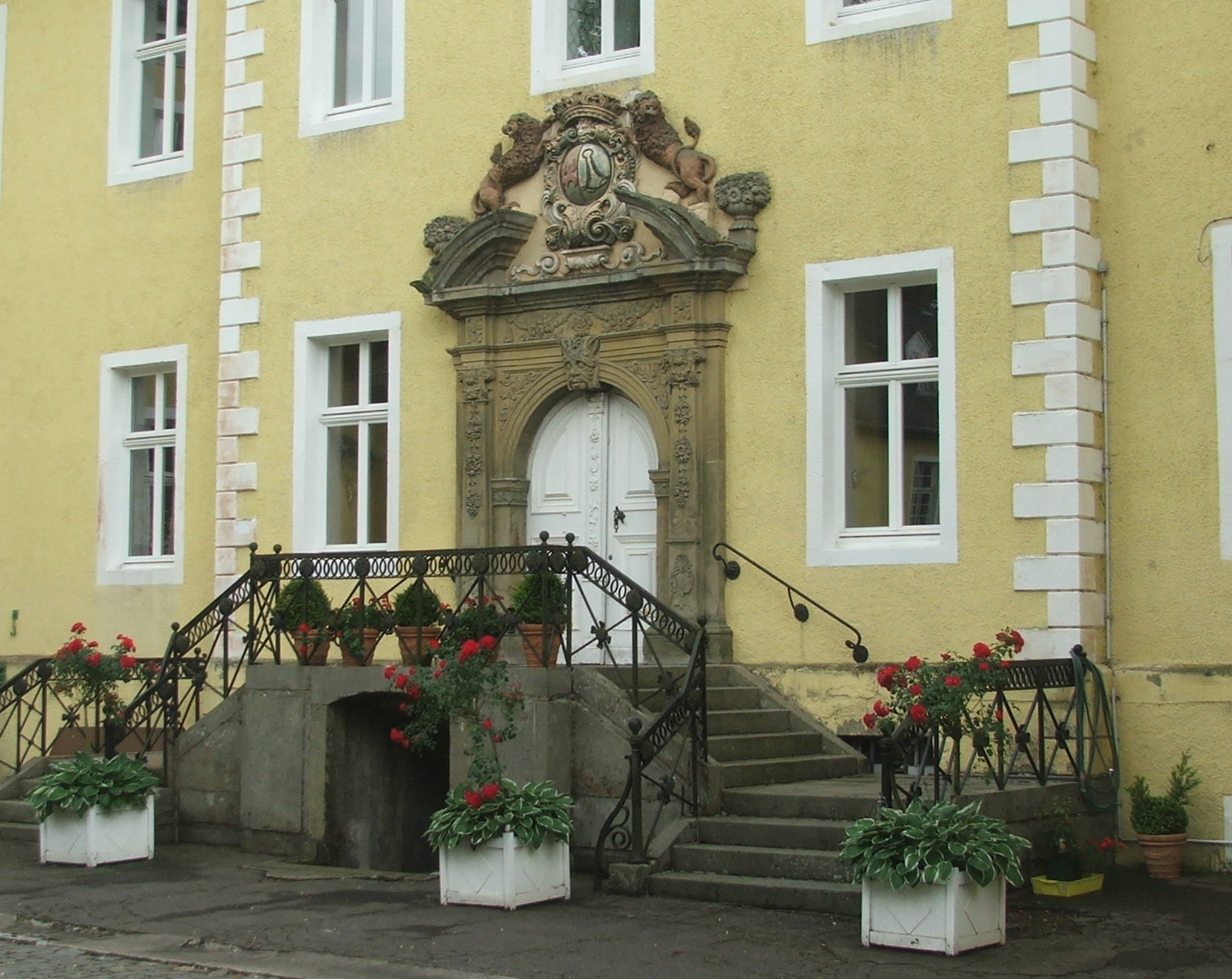
Eingang Innenhof
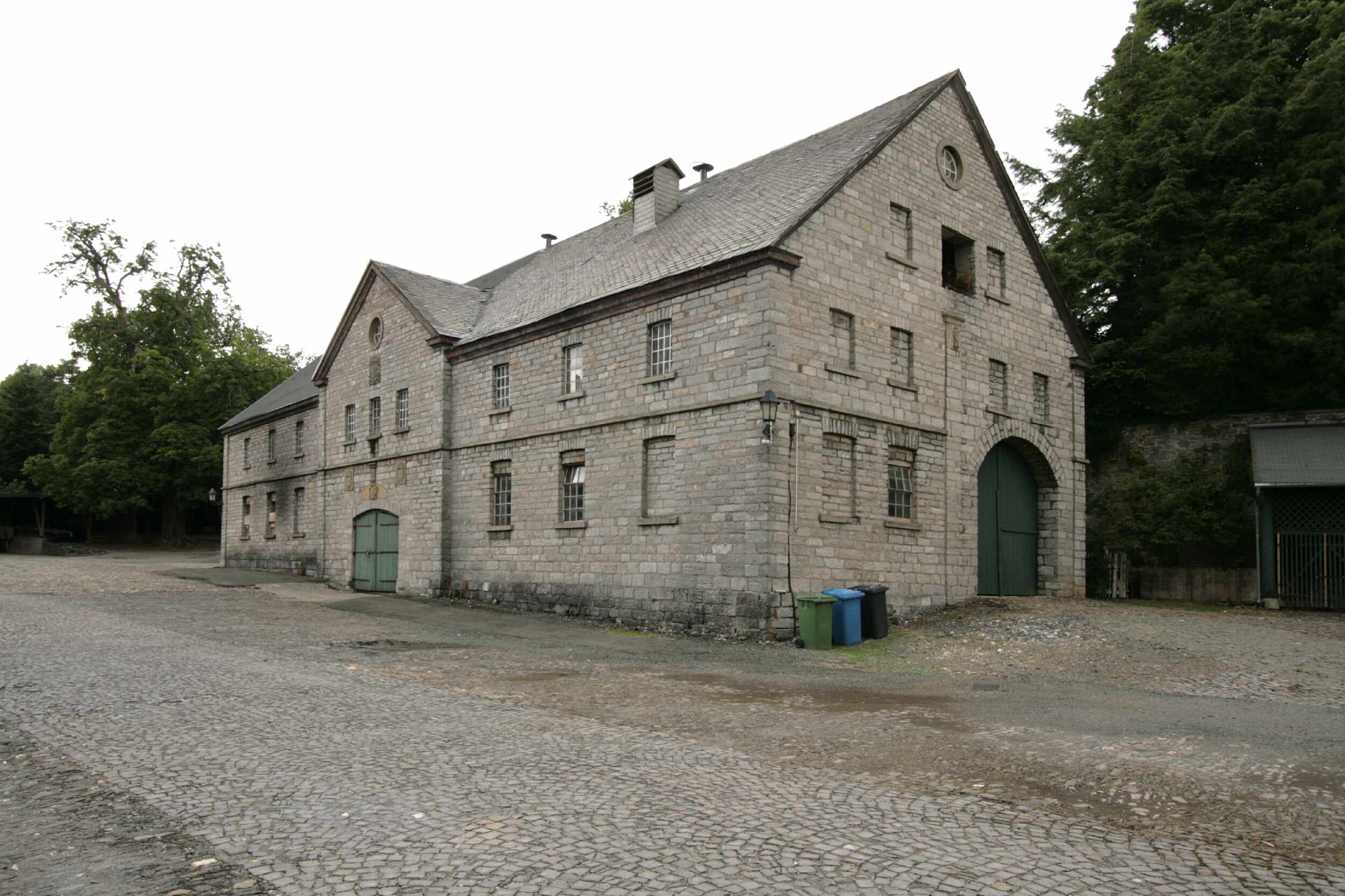
Wirtschaftsgebäude
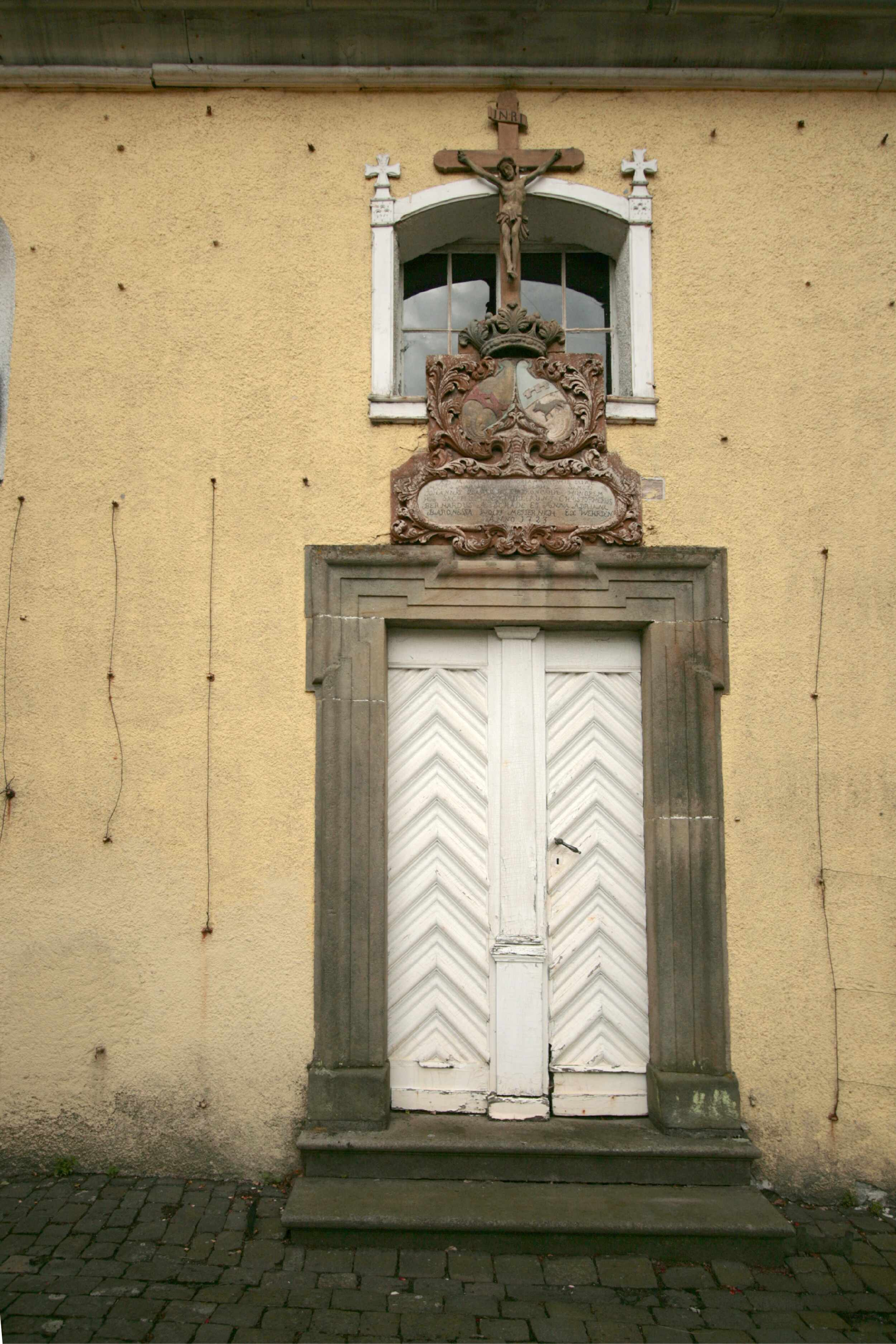
Eingang Kapelle